# Saint-Étienne-du-Rouvray
Saint-Étienne-du-Rouvray [sɛ̃t‿etjɛn dy ʁuvʁɛ] ist eine französische Stadt mit 28.653 Einwohnern (Stand 1. Januar 2022) im Département Seine-Maritime in der Region Normandie. Sie ist Hauptort des Kantons Saint-Étienne-du-Rouvray und gehört zu Teilen zum Kanton Sotteville-lès-Rouen. Die Einwohner werden Stéphanais bzw. Stéphanaises genannt.

## Geographie
Die Gemeinde liegt in der Metropolregion Rouen an der Seine, etwa zehn Kilometer südlich des Stadtzentrums von Rouen, am Rand des Waldgebiets Forêt de la Londe-Rouvray.

### Nachbargemeinden
| Le Grand-Quevilly | Sotteville-lès-Rouen                        | Amfreville-la-Mi-Voie |
| Petit-Couronne    | Kompassrose, die auf Nachbargemeinden zeigt | Belbeuf               |
|                   | Oissel-sur-Seine                            | Gouy                  |

## Bevölkerungsentwicklung
- 1962: 25.833
- 1968: 34.713
- 1975: 37.242
- 1982: 32.444
- 1990: 30.731
- 1999: 29.092
- 2006: 27.815
- 2017: 28.641

## Verkehr

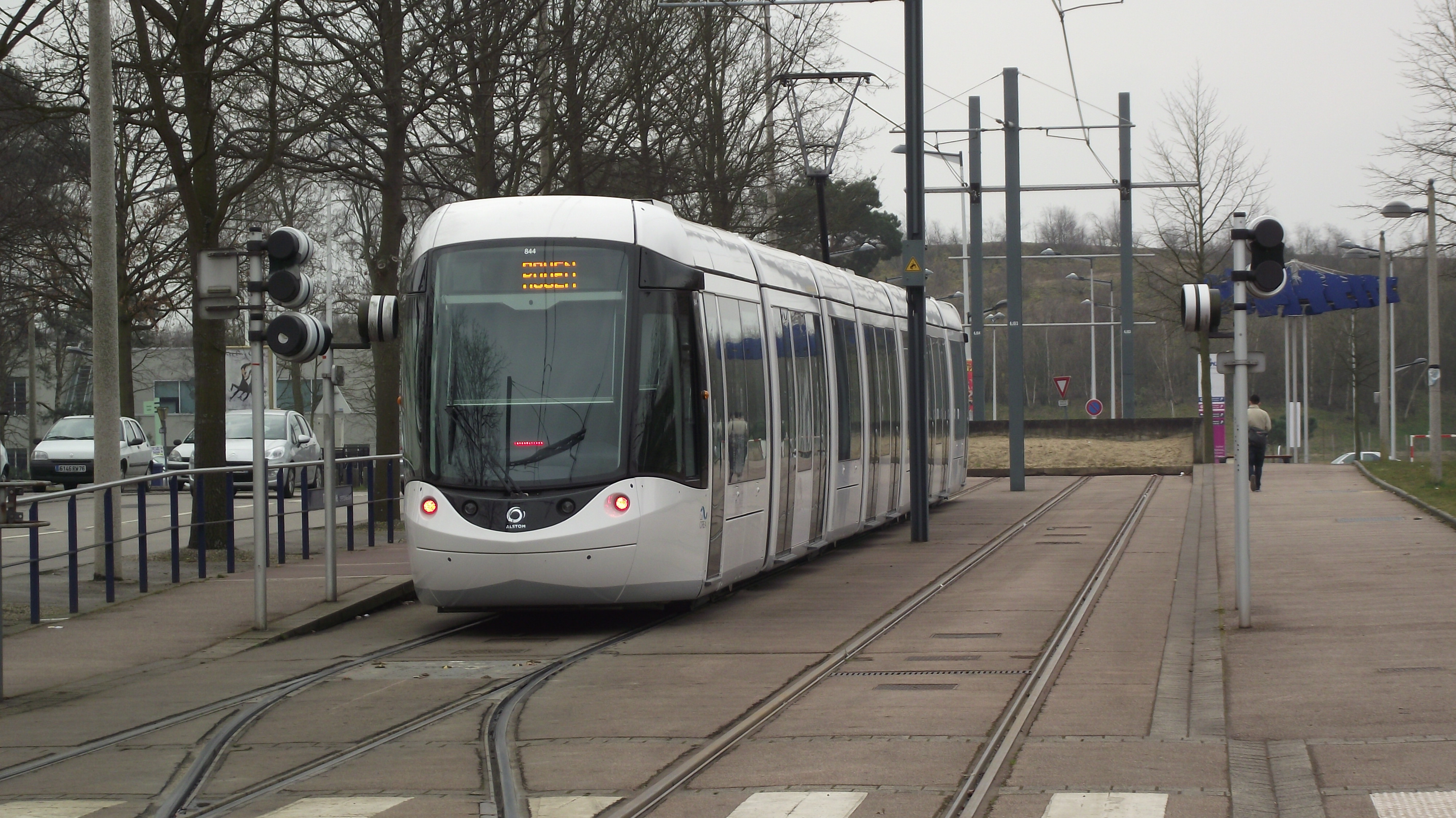
Endhaltestelle Technopôle der Straßenbahn Rouen in der Avenue de la Mare aux Daims

Saint-Étienne-du-Rouvray hat einen Bahnhof an der Bahnstrecke Paris–Rouen–Le Havre, der im Reiseverkehr aber nicht mehr bedient wird. In der Avenue de la Mare aux Daims liegt die Endhaltestelle der „Ligne Technopôle“ der Straßenbahn Rouen, die im nordwestlichen Stadtgebiet vier weitere Haltestellen aufweist.
Die Hauptverkehrsachsen verlaufen in Nord-Süd-Richtung, darunter die vierstreifige Departementsstraße D 18E, die südlich des Orts zur Anschlussstelle 22 „Rouen-Ouest“ der Autobahn A 13 führt. Westlich der Stadt verläuft die Nationalstraße N 338.

## Partnerstädte
- Nordenham, Niedersachsen, Deutschland
- Nowa Kachowka, Ukraine
- Felling, England, Vereinigtes Königreich

## Sehenswürdigkeiten
- Institut national des sciences appliquées de Rouen (INSA) mit dem Technopôle du Madrillet
- Hippodrome des Bruyères
- Kirchen Saint-Étienne und Sainte-Thérèse

## Persönlichkeiten
- Arthur Join-Lambert (1839–1917), Historiker
- Émile Masqueray (1843–1894), Anthropologe und Schriftsteller
- Marcel Brout (1877–1957), Gewerkschafter und Politiker
- Friedrich Karl von Preußen (1893–1917), in Saint-Étienne-du-Rouvray an seinen Kriegsverletzungen verstorben
- Jean-Luc Seret (1951–2024), Schachspieler
- Jacques Hamel (1930–2016), katholischer Priester

## Terroristischer Anschlag
Am 26. Juli 2016 fand in der Kirche Saint-Étienne ein terroristischer Anschlag statt, bei dem der 85-jährige römisch-katholische Geistliche Jacques Hamel während der Heiligen Messe in der Kirche vor den Feiernden durch Aufschneiden der Kehle ermordet und eine weitere Person schwer verletzt wurde. Die Attentäter wurden von der Polizei erschossen.
Am 9. März 2022 verurteilte ein Sonderschwurgericht in Paris drei der Hintermänner zu Haftstrafen zwischen acht und 13 Jahren.